# 西藏细距堇菜
西藏细距堇菜（学名：Viola wallichiana）为堇菜科堇菜属的植物。分布在不丹、尼泊尔、锡金以及中国大陆的西藏等地，生长于海拔2,900米的地区，见于林下石缝中，目前尚未由人工引种栽培。

## 别名
细距堇菜（西藏植物志）